# Sargatskoje

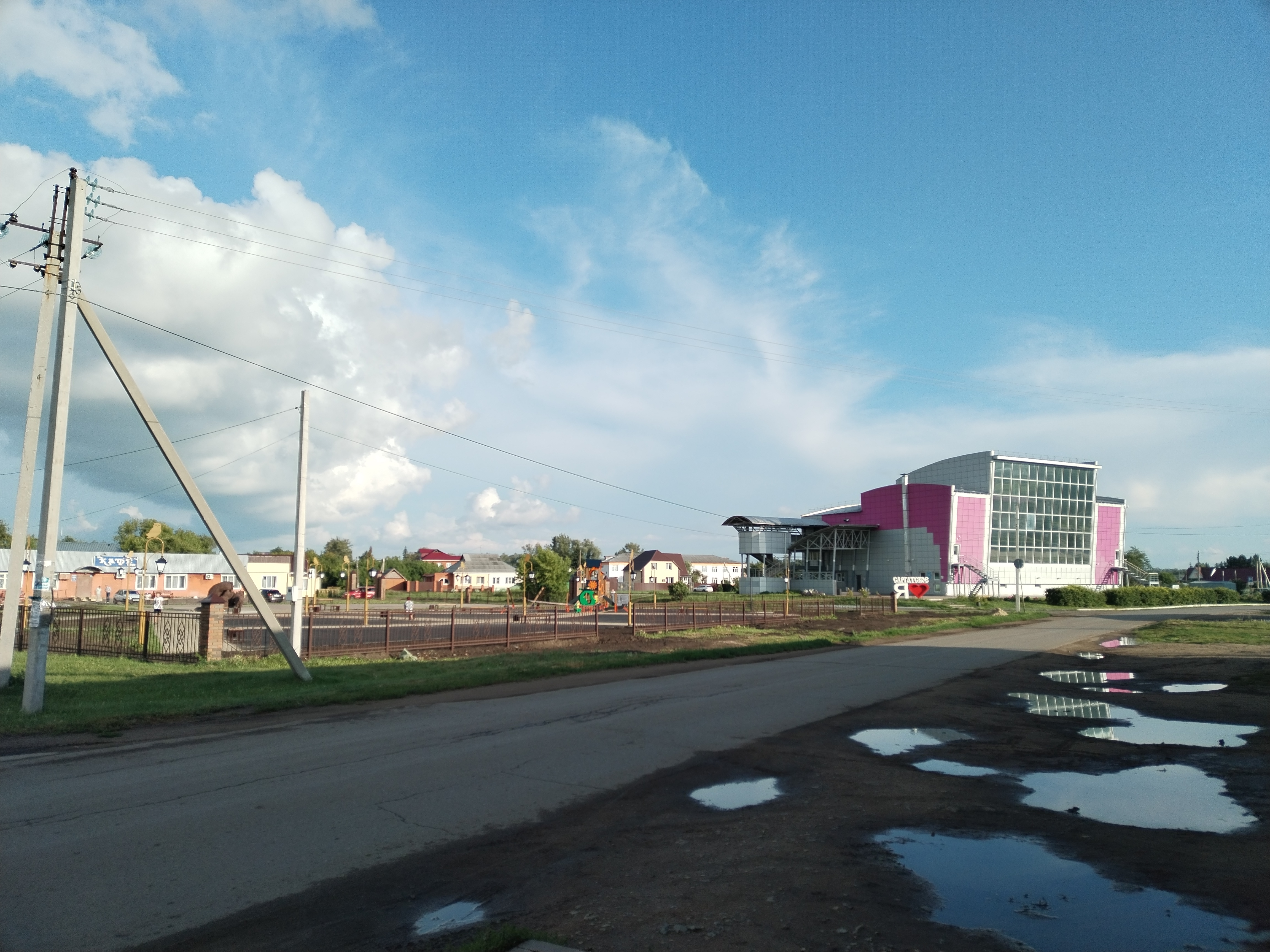
Sargatskoje (2023)

Sargatskoje (russisch Саргатское) ist eine Siedlung städtischen Typs in der Oblast Omsk (Russland). Sie liegt 100 km nördlich von Omsk unweit der Mündung des Flüsschens Sargatka in den Irtysch und hat 8157 Einwohner (Stand 14. Oktober 2010).
Der Ort ist das Verwaltungszentrum des Rajons Sargatskoje.
Bevölkerungsentwicklung
| Jahr | Einwohner |
| ---- | --------- |
| 1939 | 3729      |
| 1959 | 4918      |
| 1970 | 5930      |
| 1979 | 7027      |
| 1989 | 8677      |
| 2002 | 8386      |
| 2010 | 8157      |

Anmerkung: Volkszählungsdaten